# Parc Gallagher
 (mai 2023).
Si vous disposez d'ouvrages ou d'articles de référence ou si vous connaissez des sites web de qualité traitant du thème abordé ici, merci de compléter l'article en donnant les références utiles à sa vérifiabilité et en les liant à la section « Notes et références ».
Pour les articles homonymes, voir Gallagher.
Le parc Gallagher (en anglais : Gallagher Park) est un parc public d'Edmonton au Canada.
Nommé d'après l'ancien maire Cornelius Gallagher (en) (1854-1932), il est le site de l'Edmonton Folk Music Festival (en).